# 張之奇
張之奇（？—？），字東尼，號平子，江西建昌府新城县人。明末政治人物。

## 生平
天啓七年（1627年）丁卯科江西乡试举人，崇祯十三年（1640年）庚辰科進士，礼部观政，考选庶吉士，授翰林院检讨。明亡降顺，授弘文馆编修（《甲申传信录》言授顺庆府府尹）。
隆武帝繼位後，同時召任周廷鑨、王文企、徐開禧、郭之祥、姚宗衡、嚴似祖、何九雲、張之奇、孟應春，未出。